# Ilex nunezii
Ilex nunezii är en järneksväxtart som beskrevs av Attila L. Borhidi. Ilex nunezii ingår i släktet järnekar, och familjen järneksväxter. Inga underarter finns listade i Catalogue of Life.